# Fire From the Evening Sun
Fire From the Evening Sun – drugi album amerykańskiej grupy Philm wydany 15 września 2014 roku przez UDR Music.

## Lista utworów
Opracowano na podstawie materiału źródłowego.
1. Train
2. Fire from the Evening Sun
3. Lady of the Lake
4. Lion's Pit
5. Silver Queen
6. We Sail at Dawn
7. Omniscience
8. Fanboy
9. Luxhaven
10. Blue Dragon
11. Turn in the Sky
12. Corner Girl

## Twórcy
Opracowano na podstawie materiału źródłowego.

- Pancho Tomaselli – gitara basowa
- Dave Lombardo – perkusja, produkcja
- Gerry Nestler – gitara, wokal, pianino
- Sal Cracchiolo (Tower of Power) – trąbka w utworze Corner Girl
- Wolfgang Matthes, Tyler Bates – mastering
- Robert Carranza – miksowanie
- Jonathan Stenger – okładka